# Deferribacteriàcies
Les deferribacteriàcies (Deferribacteraceae) són una família de bacteris a les quals s'ha assignat el seu propi filum, Deferribacteres. Són bacteris aquàtics i anaeròbies.
Thomas Cavalier-Smith agrupa els deferribàcters amb els acidobacteris i els crisiogenets dins del clade dels geobacteris, afí als proteobacteris.